# Mikkel Vestergaard
Mikkel Mose Vestergaard (født 22. november 1992) er en tidligere dansk fodboldspiller, der spillede for Esbjerg fB og Viborg FF.

## Karriere

### Esbjerg fB
Mikkel Vestergaard fik sin debut i Superligaen for Esbjerg fB den 15. maj 2011, da han blev skiftet ind i det 74. minut i stedet for Arnór Smárason i en 0-0-kamp mod AaB.

### Viborg FF
Den 21. januar 2016 blev han solgt til Viborg FF. Oprindeligt var det meningen at han først skulle skifte i sommeren 2016 ved kontraktudløb i Esbjerg fB, men Viborg FF valgte at købe ham allerede inden, så han kunne blive klar til forårets turneringskampe. Inden skiftet til Viborg FF havde han spillet hele sin ungdoms- og seniorkarriere i Esbjerg fB. Han skrev under på en treårig kontrakt med Viborg FF.
Den 7. juni 2019 fik Vestergaard sammen med tre andre spillere at vide, at deres kontrakter ikke ville blive forlænget.
Den 30. august 2019 besluttede han sig for at stoppe karrieren efter talrige skader.